# Fähre (Peterfitz)
Fähre ist eine Wüstung in der Woiwodschaft Westpommern in Polen.

## Geographie
Der ehemalige Wohnplatz liegt in Hinterpommern etwa 110 Kilometer nordöstlich von Stettin am linken Ufer des Flusses Persante und etwa zwei Kilometer westlich des Dorfes Włościbórz (Lustebuhr) im Gebiet der Gmina Dygowo. Gegenüber, am rechten Ufer der Persante, liegt eine andere Wüstung desselben Namens, der früher zu Zwilipp gehörende gleichnamige Wohnplatz Fähre.

## Geschichte
Ein Fährgehöft an dieser Stelle ist seit dem 18. Jahrhundert überliefert. In Ludwig Wilhelm Brüggemanns Ausführlicher Beschreibung des gegenwärtigen Zustandes des Königlich-Preußischen Herzogtums Vor- und Hinterpommern (1784) ist eine „Verwalterey bei der Fähre“ als Zubehör von Lustebuhr genannt. Ferner ist erwähnt, dass hier über die Persante „die Poststraße von Colberg nach Cörlin vermittelst der sogenannten Fährbrücke führet“.
Der Kommandant der Festung Kolberg, Oberst Ludwig Moritz von Lucadou, ließ die Brücke im Jahre 1806 bei der Annäherung französischer Truppen zerstören. Das Fehlen der Brücke beklagte Heinrich Berghaus im Landbuch des Herzogtums Pommern und des Fürstentums Rügen (1867) mit deutlichen Worten: Er bedauert, „dass man sich, trotz des dringendsten Bedürfnisses, nicht bewogen gefunden hat, die Brücke wieder aufzubauen, und sind daher durch den 7 Meilen langen Lauf der Persante von Körlin bis Kolberg zeitweise beide Ufer gänzlich voneinander getrennt, (...) da bei irgend höherm Wasserstande die vorhandenen zwei Fähren ganz impraktikabel sind“. Bei Berghaus wird Fähre als ein Vorwerk von Lustebuhr beschrieben, das an einen Vorwerkspächter verpachtet war.
Als im Jahre 1882 etwa einen Kilometer flussaufwärts eine Straßenbrücke über die Persante gebaut wurde, ging der Fährbetrieb ein. Das bisherige Fährgehöft (Vorwerk) blieb bestehen. Auf dem amtlichen Messtischblatt mit Stand 1940 ist an dieser Stelle dann, anders als auf früheren Bearbeitungen des Messtischblatts, sogar eine Personenfähre eingetragen.
Im Jahre 1816 wurden in Fähre 22 Einwohner gezählt, im Jahre 1895 neun Einwohner und im Jahre 1905 13 Einwohner. Der Wohnplatz gehörte bis 1928 zum Gutsbezirk Lustebuhr. Mit Lustebuhr wurde der Wohnplatz im Jahre 1928 in die Gemeinde Peterfitz eingemeindet. Bis 1945 bildete Fähre dann einen Wohnplatz in der Gemeinde Peterfitz und gehörte mit dieser zum Kreis Kolberg-Körlin. Nach 1945 kam der Wohnplatz, wie ganz Hinterpommern, an Polen. Heute liegt der Ort wüst.